# Кольтабан
Кольтаба́н (каз. Көлтабан) — село у складі Алгинського району Актюбінської області Казахстану. Входить до складу Акайського сільського округу.
Населення — 115 осіб (2021; 167 у 2009, 257 у 1999, 290 у 1989).
В радянські часи село називалось Культабан.